# Фінн Ронне
Фінн Ронне  (норв. Finn Ronne; 20 грудня 1899 року, Гортен, Норвегія — 12 січня 1980 року, Бетесда, Меріленд, США) —  американський полярний дослідник норвезького походження, учасник і керівник п'яти експедицій в Антарктиду і Арктику. Найбільш відомий за результати дослідження південно-західної частини моря Уедделла і відкриття шельфового льодовика Ронне, другого за площею шельфового льодовика у світі.

## Біографія
Американський полярний дослідник Фінн Ронне народився 20 грудня 1899 року в Гортені (Норвегія) у сім'ї полярного дослідника Мартіна Ронне 1861-1932), учасника полярних експедицій  Руаля Амундсена на Південний полюс у складі Норвезької антарктичної експедиції (1910-1912), плавання Північно-східним проходом на судні «Мод» (1918-1920), Першої антарктичної експедиції  Річарда Берда (1928-1930).
Фінн Ронне закінчив технічний коледж у Гортені за фахом Інженер-конструктор корабельних конструкцій. У 1923 році Ронне емігрував до Сполучених Штатів Америки. Там він влаштувався на роботу в сталеливарну компанію у Нью-Джерсі. У 1924 році переїхав у Піттсбург, де  п'ятнадцять років працював інженером. У 1929 році отримав американське громадянство.

## Антарктичні експедиції
У 1933-1935 і 1939-1941 роках Фінн Ронне взяв участь в антарктичних експедиціях Річарда Берда. Під час Другої світової війни він   служив у ВМФ США. Отримав звання капітана. У 1946-1948 роках очолив  власну дослідницьку антарктичну експедицію, в якій його супроводжувала дружина Едіт Ронне, яка стала разом з Дженні Дарлінгтон, дружиною пілота експедиції, першою жінкою, яка провела в Антарктиді зимівлю. Ронне діяв як  приватна особа, але військова влада  передала йому у розпорядження два судна, всюдиходи,три літаки, собак і спорядження. 21 листопада 1947 року Роне в якості штурмана і пілот Джеймсе Лассітер вирушили у довгий політ на південь. Вони дослідили 300 км західної межі шельфового льодовика, пізніше названого на честь Ронне. Дослідник вважав, що вивчення даної території необхідно продовжити. Тому 12 грудня з Лассітером вони здійснили нову повітряну мандрівку в тому ж напрямі. Відкривши ще 400 км льодовикової межі і, виявивши затоку, повернулись через велику затуманеність.
У 1957-1958 роках Ронне очолив експедицію на море Уедделла, завданням якої було нанесення на карту багатьох недосліджених територій Антарктиди і розгортання однієї з семи американських полярних станцій для проведення комплексних науково-дослідних робіт. У 1962 році він керував приватною експедицією на Шпіцберген, а в 1971 році  відвідав Антарктиду останній раз — разом в дружиною вони побували на полярній станції Амундсен-Скотт і стали першою сімейною парою, що побувала на Південному полюсі Землі.
Між полярними експедиціями Фінн Ронне читав   лекції з полярної тематики, був консультантом ВМФ США, взяв участь в організації перших комерційних круїзах до берегів Антарктиди, написав кілька книг — «Підкорення Антарктики» (1949), «Антарктична експедиція Ронне» (1970), «Антарктика. Моя доля».
Фінн Ронне помер  уві сні від серцевої недостатності у своєму будинку в Бетесді (штат Меріленд). Він був похований на Арлінгтонському національному кладовищі.

## Відкриття
Пристрасть до полярних досліджень передалася Фіннові Ронне від батька. Починаючи з найпершої полярної експедиції Мартіна Ронне в 1909 році на Південний полюс під керівництвом Руаля Амундсена, Фінн детально цікавився проведення полярних подорожей. У 1932 році Річард Берд запросив батька Ронне взяти участь в другій антарктичної експедиції, але в тому ж році той помер, і Фіннові пощастило зайняти місце батька. Антарктична експедиція Берда 1933-1935 років стала першою в його кар'єрі мандрівника. Ронне почав планувати власну експедицію,  придбав собак для саней. Він поділився планами з Річардом Блеком — колегою по експедиції 1933-1935 років. Блек написав доповідь про організацію експедиції до Департаменту природних ресурсів США, де працював. Згодом   доповідь потрапила на стіл до президента США Франкліна Рузвельта, яким було прийнято рішення про організацію Дослідницької антарктичної експедиції США. Вона відома як Третя експедиція Берда (1939-1941). Реальні завдання експедиції дуже відрізнялися від початкових задумів Фінна. Ронне виконував обов'язки заступника Річарда Блека. Він був керівником так званого Східного табору, організованого на острові  Стонінгтон. Під керівництвом Ронне було здійснено тривалу 1264-мильне подорож на південь від табору. Було доведено, що Земля Олександра I є островом і відділена від  Антарктичного півострова протокою  Георга VI. Похід продовжувався 84 дні. За цей час  було картографовано  більше 800 кілометрів  західної берегової лінії  землі Палмера і Землі Олександра І. Тоді ж американською експедицією Фінна Ронне був вперше обстежений з повітря шельфовий льодовик в Західній Антарктиді, між Землею Палмера і Землею Елсворта на заході і горами Пенсакола на сході.  Спочатку він був названий шельфовим льодовиком Лессітера, а передбачувана область за льодовиком — Землею Едіт Ронне на честь дружини керівника експедиції. Згодом льодовик  був перейменований у шельфовий льодовик Ронне.
У 1946-1948 роках Фінн Ронне очолив власну експедицію, метою якої було нанесення на карту недослідженої берегової лінії моря Ведделла у південно-західній частині.  Організація експедиції отримала підтримку  уряду, ряду державних освітніх установ і впливових осіб. Незважаючи на багато труднощів, завдання експедиції були виконані.
До 1947 року вважалося, що гора Париж є крайньою південною вершиною хребта Руан. Але дослідження американської Антарктичної наукової експедиції Ронне, 1947–1948 років під керівництвом Фінн Ронне і згодом Британської антарктичної експедиції встановили, що гори безперервно простяглися на південь — південний схід аж до гори Купол, ще майже на 50 км.
Членами Антарктичної наукової експедиції 1947-1948 під керівництвом американського дослідника Фінна Ронне був сфотографований з повітря пік Арцтовського. Вершина була названа на честь відомого польського полярника Генріка Арцтовського.
У 1957-1958 роках під його керівництвом на шельфовому льодовику Фільхнера була побудована Елсуорт (антарктична станція). Але вона  працювала через загрозу для персоналу лише до 1963 року.

## Пам'ять
- На честь Фінна Ронне Американським клубом мандрівників заснована пам'ятна нагорода, яка вручається за «індивідуальні заслуги в області полярних досліджень в дусі Фінна Ронне»

## Відзнаки
За внесок у географічні дослідження і розвиток науки, і за військові заслуги  був нагороджений Медаллю за службу в Антарктиці (США). Також нагороджений медаллю другої антарктичної експедиції Берда. Фінн Ронне — Кавалер ордена Святого Олафа і Ордена Легіон слави.